# Memori.ai
Memori (o Memori.ai) è un'azienda italiana fondata nel 2017 con sede ad Altedo (Bologna), specializzata nello sviluppo di tecnologie per l'intelligenza artificiale conversazionale. L'azienda è nota principalmente per la sua piattaforma AIsuru, che permette a imprese e professionisti di creare e gestire agenti conversazionali personalizzati senza necessità di competenze di programmazione. La sua filosofia pone la dimensione umana al centro della creazione dell'intelligenza artificiale, con un forte focus su accessibilità, sicurezza e conformità alle normative europee, incluso l'AI Act.

## Storia
Memori è stata fondata nel 2017 da Nunzio Fiore ad Altedo, in provincia di Bologna, con la missione di rendere l'intelligenza artificiale generativa accessibile, sicura e facilmente integrabile nei processi aziendali. L'azienda è nata all'interno dell'incubatore Vz19 di startup di Pieve di Cento, ideato da Giampaolo Rimondi.
Inizialmente, l'azienda si concentrava sulla creazione di "gemelli digitali" attraverso una tecnologia di diario interattivo, che permetteva agli utenti di creare una replica digitale di sé stessi capace di rispondere e interagire come l'originale.
Nel corso degli anni, l'azienda ha evoluto la propria offerta verso soluzioni di intelligenza artificiale conversazionale più avanzate, culminando nello sviluppo della piattaforma AIsuru. Questa evoluzione è stata guidata dalla visione di Fiore, che considera l'AI non come un sostituto della conoscenza umana, ma come un mezzo di comunicazione che deve essere controllato dagli esperti di dominio.
Nell'aprile 2025, Memori ha chiuso un round di investimento da 500.000 euro guidato da TreCuori, società benefit che promuove la crescita economica territoriale attraverso strumenti innovativi. Questo investimento ha consentito all'azienda di accelerare la crescita della piattaforma AIsuru e ampliare l'offerta delle AIsuru AI Academy.
Oggi, Memori conta un team di circa 17 professionisti specializzati nello sviluppo di AI generativa, soluzioni conversazionali, architetture cloud sicure e formazione aziendale. L'azienda è supportata da una rete di partner che forniscono servizi di system integration, formazione e supporto, con un ecosistema che complessivamente coinvolge circa 200 persone tra distributori, system integrator e specialisti per assistenza e implementazione su tutto il territorio nazionale. Questo ecosistema ha gestito finora più di 1.600 agenti AI e ogni mese elabora oltre 6.000 conversazioni.

## Prodotti e servizi

### AIsuru
AIsuru è la piattaforma principale di Memori, progettata per la creazione e gestione di agenti conversazionali basati su intelligenza artificiale. La piattaforma consente a imprese e professionisti di sviluppare assistenti virtuali personalizzati senza necessità di competenze di programmazione. Le caratteristiche principali includono:
- Personalizzazione del contenuto: possibilità di definire chi può ricevere risposte, in quale contesto e in quale lingua
- Integrazione con modelli di linguaggio: compatibilità con diversi LLM (Large Language Models) come GPT, Claude, Mistral e Gemini
- Importazione di documenti: capacità di istruire gli agenti attraverso il caricamento di documenti testuali, database, immagini e video
- Pensiero Profondo (Deep Thinking): funzionalità che fornisce agli agenti AI una memoria persistente, permettendo loro di imparare continuamente dalle interazioni precedenti e migliorare le risposte nel tempo
- Board of Experts (BoE): sistema che consente di creare un gruppo di agenti specializzati in diversi ambiti, con la possibilità di indirizzare automaticamente le domande all'agente più competente
- Condivisione multicanale: possibilità di integrare gli agenti su vari canali come web, dispositivi fisici e ambienti di realtà virtuale
- Conformità normativa: piena compatibilità con le normative europee, incluso l'AI Act, il GDPR e la direttiva NIS2

La piattaforma è disponibile in diverse modalità:
1. SaaS (Software as a Service): accessibile a chiunque tramite AIsuru.com con un sistema a crediti
2. PaaS (Platform as a Service): per aziende, con la piattaforma personalizzata con il proprio logo e la possibilità di gestire utenti e impostazioni
3. Private Cloud: per aziende con requisiti specifici di protezione delle informazioni
4. On-premise: per il massimo controllo e sicurezza dei dati, implementata su hardware Lenovo ottimizzato

La versione PaaS di AIsuru è specificamente progettata per medie e grandi imprese, offrendo una soluzione completamente personalizzata con branding, dominio e agenti propri. Questa versione permette alle aziende di gestire autonomamente utenti e autorizzazioni, creando un ambiente sicuro e controllato per lo sviluppo e l'utilizzo degli agenti AI.

### AI Academy
Memori organizza l'AIsuru AI Academy, un programma di formazione avanzata sull'intelligenza artificiale conversazionale. Il programma è strutturato in due percorsi:
1. Corso Base (5 giorni): rivolto a professionisti e manager con conoscenza delle interfacce web
2. Corso Avanzato (5 giorni): specificamente progettato per sviluppatori che desiderano integrare l'AI in progetti aziendali

I corsi combinano sessioni teoriche al mattino con laboratori pratici nel pomeriggio, durante i quali i partecipanti sviluppano un proprio agente AI funzionante. Gli argomenti trattati includono i fondamenti dell'AI generativa, il prompt engineering (la capacità di guidare l'agente conversazionale e istruirlo adeguatamente), l'addestramento degli agenti su documenti specifici, l'integrazione con servizi esterni e l'utilizzo di funzionalità avanzate come il Pensiero Profondo e il Board of Experts.
L'AI Academy è stata progettata anche per rispondere ai requisiti del Regolamento europeo sull'IA (AI Act), che dal 2 febbraio 2025 impone che il personale che lavora con sistemi di IA sia adeguatamente formato.
Grazie alla rete di partner formativi, le AI Academy vengono organizzate in diverse sedi in tutta Italia, con 3-4 corsi al mese, permettendo a un numero crescente di aziende e professionisti di adottare l'AI in modo strategico e conforme alle normative. Nei primi cinque mesi di attività del 2025, il programma ha coinvolto 50 tra aziende e studi professionali e portato a sviluppare oltre 200 progetti di agenti AI operativi.

## Tecnologia
La tecnologia di Memori si basa su:
- Natural Language Processing (NLP) proprietario: per l'elaborazione e la comprensione del linguaggio naturale
- Integrazione con modelli linguistici: compatibilità con i principali LLM disponibili sul mercato
- Architettura cloud sicura: con opzioni per implementazioni on-premise
- Framework di sviluppo di agenti conversazionali: approccio "extreme no-code" che permette di creare agenti attraverso semplici conversazioni

La piattaforma AIsuru integra modelli linguistici personalizzati e open-source con le tecnologie NLP proprietarie di Memori, permettendo la personalizzazione dei contenuti in base all'utente, al ruolo, al luogo e al momento dell'interazione. Questo approccio consente di offrire un'esperienza unica e coinvolgente per ogni utente.
Per le implementazioni on-premise, Memori ha collaborato con Lenovo e Araneum Group per sviluppare un'architettura di riferimento basata sui server Lenovo ThinkSystem SR675 V3 equipaggiati con GPU NVIDIA L40S Tensor Core. Questa soluzione è stata progettata per garantire prestazioni ottimali nell'esecuzione di modelli AI generativi e tecnologie NLP, offrendo totale sovranità dei dati e controllo completo dell'infrastruttura per le aziende in settori altamente regolamentati o con stringenti requisiti di sicurezza.

### Architettura tecnica
L'infrastruttura on-premise utilizzata per implementare AIsuru in ambienti aziendali include:
- Server: Lenovo ThinkSystem SR675 V3 con 2× processori AMD EPYC 9535 (128 core fisici, 256 thread)
- Memoria: 1.472 GB di RAM DDR5 ECC a 6400 MT/s
- GPU: 2× NVIDIA H200 NVL con 120 GB di memoria HBM3 ciascuna
- Storage: Oltre 22 TB di archiviazione NVMe ad alte prestazioni
- Software: Sistema operativo Ubuntu 22.04.5 LTS e vLLM per l'ottimizzazione dell'inferenza

Questa configurazione supporta una varietà di modelli LLM open source, inclusi Qwen, IBM Granite, Gemma e Llama, con dimensioni che vanno da 0.6B a 70B di parametri. Test interni hanno dimostrato che l'hardware più recente offre un miglioramento delle prestazioni fino a 4 volte rispetto alle generazioni precedenti, consentendo l'esecuzione efficiente anche di modelli più grandi e complessi.

## Componenti e funzionalità

### Board of Experts (BoE)
Una delle funzionalità distintive di AIsuru è il "Board of Experts" (BoE), un sistema che consente di creare un gruppo di agenti specializzati in diversi ambiti. Questo approccio divide la conoscenza in domini specifici, con ogni agente esperto in un'area particolare. Il sistema è coordinato da un agente "presidente" che riceve le domande degli utenti e le indirizza all'agente più competente per quella specifica richiesta.
Questo sistema permette di ottimizzare le risposte migliorando pertinenza e qualità del risultato finale, evitando al contempo le problematiche legate all'utilizzo di prompt troppo estesi che potrebbero ridurre la qualità delle risposte dei modelli LLM.

### Funzioni avanzate
Gli agenti su AIsuru sono abilitati a chiamare "funzioni avanzate" quando le informazioni richieste dall'utente non sono disponibili nella conoscenza pre-addestrata del modello. Queste funzioni permettono di consultare dati aggiornati (come schede prodotto o elenchi di caratteristiche tecniche) migliorando l'affidabilità delle risposte.
Le funzioni vengono attivate solo quando ritenute necessarie e si basano su webhook che puntano a pagine HTML formattate in modo tabellare. Questo approccio consente alla piattaforma di mantenere le risposte aggiornate, accurate e coerenti con informazioni in tempo reale, pur sfruttando le capacità di ragionamento e linguaggio naturale dei modelli LLM.
Questa implementazione del function calling ottimizza anche i token consumati, partendo i dati in categorie specifiche accessibili solo quando necessario, riducendo così il costo computazionale delle richieste.

### Pensiero Profondo
Il "Pensiero Profondo" è un sistema di memoria a breve e lungo termine che consente agli agenti AI di ricordare le conversazioni precedenti con gli utenti e migliorare le risposte nel tempo. Questa funzionalità rende gli agenti strumenti dinamici, in grado di adattarsi progressivamente alle esigenze dell'utente e del contesto in cui operano.
Grazie a questa capacità, il gestore dell'agente ha accesso a informazioni coerenti con i reali interessi degli utenti, estratte dalle conversazioni che questi hanno avuto con l'agente. Questi dati possono essere utilizzati per alimentare campagne marketing mirate a specifici segmenti di pubblico e per ottimizzare il funzionamento degli agenti stessi.

## Applicazioni
Gli agenti creati con AIsuru trovano applicazione in numerosi contesti aziendali:
- Customer service: supporto 24/7 e qualificazione delle richieste
- Knowledge management: centralizzazione della conoscenza e onboarding
- Marketing: qualificazione dei lead e showroom virtuali
- Risorse umane: formazione, FAQ interne e policy aziendali
- Processi aziendali: orchestrazione dei processi

AIsuru è stato adottato da diverse tipologie di organizzazioni, tra cui banche, aziende ingegneristiche, case editrici, catene alberghiere, aziende farmaceutiche, produttori e istituzioni educative. Gli agenti creati attraverso la piattaforma vengono utilizzati come guide turistiche virtuali, assistenti di vendita, consulenti per la formazione, configuratori di prodotti e assistenti per la compilazione di documenti.
Alcuni esempi concreti di applicazione includono:
- Co-host digitale per strutture ricettive: un assistente AI che supporta gli host nella gestione delle prenotazioni, risponde alle domande frequenti degli ospiti e fornisce informazioni personalizzate sulla struttura e sui servizi disponibili, migliorando l'esperienza del cliente con risposte immediate e un servizio sempre disponibile.

- Guida museale interattiva: come dimostrato da un test condotto in collaborazione con un importante museo italiano, gli agenti AIsuru possono fungere da guide digitali che, grazie alla geolocalizzazione, forniscono risposte personalizzate alle domande dei visitatori in base alla loro posizione all'interno del museo, offrendo informazioni precise sulle opere esposte e approfondimenti su artisti, tecniche e contesto storico.

- Assistente per la compilazione di documenti aziendali: un sistema multi-agente che guida l'utente nel processo di compilazione di documenti complessi, ponendo domande mirate per raccogliere le informazioni necessarie e generando documenti accurati e conformi alle procedure, riducendo errori e tempi di elaborazione.

- Consulente AI per il team vendite: un agente progettato per fornire informazioni aggiornate sui prodotti, configurare offerte personalizzate e rispondere in tempo reale alle domande dei clienti, migliorando il processo decisionale e ottimizzando il lavoro dei commerciali.

Un esempio noto è "Manuela", l'agente di customer service creato da Memori per la propria piattaforma AIsuru, che ha gestito oltre 500 conversazioni in tre mesi, offrendo supporto di primo livello agli utenti.
La piattaforma è particolarmente apprezzata in settori altamente regolamentati grazie alla possibilità di implementazioni on-premise che garantiscono la sovranità dei dati, con supporto anche per ambienti "air-gapped" completamente isolati da internet per i massimi requisiti di sicurezza.

## Performance e benchmark
Memori ha condotto test approfonditi sulla piattaforma AIsuru utilizzando diverse configurazioni hardware e vari modelli linguistici open source. I test hanno valutato il bilanciamento tra tre fattori fondamentali:
1. Qualità delle risposte: capacità del modello di fornire output coerenti, rilevanti e precisi
2. Tempo di risposta: latenza percepita dall'utente durante l'interazione
3. Numero di richieste gestibili: capacità di scalare con l'aumento degli utenti simultanei

I benchmark hanno utilizzato Apache JMeter e strumenti interni di vLLM (libreria per l'ottimizzazione dell'inferenza) per valutare le prestazioni di diversi modelli, tra cui Qwen, Llama, Gemma e IBM Granite, con dimensioni variabili da 0.6B a 70B parametri.
I risultati hanno mostrato che l'hardware di ultima generazione (server Lenovo ThinkSystem SR675 V3 con GPU NVIDIA) offre un miglioramento medio di circa 3 volte rispetto alle generazioni precedenti, con picchi fino a 3.8 volte per alcuni modelli. Questi miglioramenti consentono l'utilizzo efficiente anche di modelli più grandi e complessi in ambito aziendale.
I test hanno evidenziato che modelli con almeno 8B parametri (come Qwen3-8B) iniziano a essere sufficienti per compiti di assistenza con funzionalità avanzate, mentre il modello da 14B parametri è raccomandato come base minima per applicazioni che richiedono l'utilizzo di strumenti esterni.

## Filosofia e approccio
La filosofia di Memori, guidata dal fondatore Nunzio Fiore, è incentrata su alcuni principi fondamentali:
- L'AI come mezzo di comunicazione: l'intelligenza artificiale viene vista come uno strumento per trasmettere conoscenza, non come un sostituto della competenza umana
- Controllo e proprietà dei dati: forte enfasi sul mantenere il controllo della propria AI e dei propri dati, evitando la dipendenza da sistemi generalisti esterni
- Agenti specializzati vs AI generalista: preferenza per agenti AI specializzati in domini specifici, controllati dagli esperti del settore, piuttosto che soluzioni AI generaliste
- Conformità normativa: attenzione alla conformità con le normative europee, compreso l'AI Act
- Approccio "extreme no-code": creazione di agenti attraverso conversazioni naturali, senza necessità di codifica
- AI al servizio delle persone: visione dell'intelligenza artificiale come uno strumento che deve migliorare la vita umana, non sostituirla
- Supervisione umana: adozione di un approccio "human-in-the-loop" che mantiene la decisione finale nelle mani delle persone

Questo approccio è sintetizzato nel motto aziendale: "Insegniamo alle macchine a essere umane perché gli umani non siano macchine".
In un'intervista a Forbes Italia del luglio 2025, Fiore ha evidenziato come l'etica, la trasparenza e la formazione siano al centro del modello di business di Memori: "Per un'azienda come Memori, che ha sempre messo l'etica e la trasparenza al centro del proprio modello di business, questa normativa [il Ddl AI italiano] rappresenta un vantaggio competitivo".

### Contrasto alle "allucinazioni" dell'AI
Uno degli aspetti su cui Memori pone particolare attenzione è il contrasto alle cosiddette "allucinazioni" dell'AI, ovvero la tendenza dei modelli linguistici a generare risposte errate ma credibili. L'azienda adotta un approccio duplice per affrontare questo problema:
1. Addestramento su conoscenza verificata: gli agenti vengono addestrati su materiale aziendale specifico (manuali, procedure, listini, policy) per creare un perimetro di conoscenza sicuro e verificato
2. Tecnologia "Pensiero Profondo": un sistema di memoria a breve e lungo termine che consente agli agenti di ricordare le conversazioni precedenti e migliorare le risposte nel tempo

Questo approccio, definito come "context engineering" (l'evoluzione del prompt engineering), mira a limitare le allucinazioni e a far sì che l'AI diventi uno strumento affidabile e di valore concreto per le aziende.

## Leadership
- Nunzio Fiore: Fondatore e CEO di Memori, informatico e programmatore specializzato in intelligenza artificiale. Fiore ha guidato l'evoluzione dell'azienda dalla creazione di gemelli digitali allo sviluppo della piattaforma AIsuru, con una visione incentrata sul controllo umano dell'intelligenza artificiale.

Il team di Memori è composto da circa 17 professionisti specializzati nello sviluppo di AI generativa, soluzioni conversazionali, architetture cloud sicure e formazione aziendale. L'azienda è supportata da una rete di partner che forniscono servizi di system integration, formazione e supporto, con un ecosistema che complessivamente coinvolge circa 200 persone tra distributori, system integrator e specialisti per assistenza e implementazione su tutto il territorio nazionale.

## Investimenti e partnership
- Aprile 2025: Round di investimento da 500.000 euro guidato da TreCuori, società benefit che promuove la crescita economica territoriale. Questo investimento ha permesso a Memori di potenziare lo sviluppo della piattaforma AIsuru, rafforzare l'assistenza ai clienti e il team di sviluppo prodotto, ottimizzare i canali di vendita e ampliare l'offerta delle AIsuru AI Academy.

- Partnership con Lenovo: Collaborazione strategica per lo sviluppo di una soluzione hardware dedicata per implementazioni on-premise di AIsuru. Questa partnership ha portato alla creazione di un'architettura di riferimento basata sui server Lenovo ThinkSystem SR675 V3 con GPU NVIDIA L40S Tensor Core, ottimizzata per l'esecuzione di modelli AI generativi e tecnologie NLP.

- Collaborazione con Araneum Group: Partnership tecnologica per la progettazione, configurazione e testing dell'architettura di riferimento per le implementazioni on-premise di AIsuru.

## Ricerca e sviluppo
Memori investe continuamente in ricerca e sviluppo per migliorare le proprie tecnologie di intelligenza artificiale conversazionale. L'azienda ha pubblicato vari rapporti tecnici che documentano i progressi nell'implementazione di modelli linguistici open source su infrastrutture on-premise.
Nel giugno 2025, in collaborazione con Lenovo e Araneum Group, Memori ha pubblicato un rapporto dettagliato intitolato "Report LLM su Server Lenovo: Framework metodologico per sistemi conversazionali enterprise", curato da Fabio Lecca, Matteo Mastranza e Francesco Piccolo. Il documento analizza l'efficacia di modelli linguistici open source eseguiti localmente su infrastrutture proprietarie, con l'obiettivo di garantire una maggiore tutela dei dati sensibili ed evitare i costi variabili legati all'utilizzo di API commerciali.
La ricerca ha dimostrato che i progressi sia nell'hardware che nei modelli open source stanno rendendo le soluzioni LLM on-premise sempre più competitive per applicazioni aziendali, specialmente in settori dove la privacy e la disponibilità dei dati sono fattori determinanti.